# Balurghat
Balurghat (beng. বালুরঘাট) – miasto w Indiach, w stanie Bengal Zachodni, przy granicy z Bangladeszem. W 2001 miasto zamieszkiwało 143 095 osób.
W mieście rozwinął się przemysł spożywczy, znajduje się tu port lotniczy Balurghat.